# Renaud Herpe
Pour les articles homonymes, voir Herpe.
Renaud Herpe est un joueur français de volley-ball né le 21 juillet 1975 à Narbonne (Aude). Il mesure 1,97 m et joue réceptionneur-attaquant dans le club du Narbonne Volley. Il totalise 223 sélections en équipe de France. 
Il prend sa retraite de volleyeur professionnel le 10 janvier 2014. 4e génération d'une famille vignerons/négociants, Renaud s'apprête à prendre la tête de l'entreprise familiale Paul Herpe et fils fondée par son arrière-grand-père en 1919 et située dans sa ville natale, au cœur du vignoble du Languedoc-Roussillon.

## Clubs
| Club                      | Pays   | De             | À          |
| ------------------------- | ------ | -------------- | ---------- |
| Arago de Sète             | France | 1994-1995      | 1995-1996  |
| Stade Poitevin            | France | 1996-1997      | 1996-1997  |
| Montpellier UC            | France | 1997-1998      | 1998-1999  |
| Arago de Sète             | France | septembre 1999 | mars 2000  |
| Lube Banca Macerata joker | Italie | mars 2000      | mai 2000   |
| Icom Latina               | Italie | 2000-2001      | 2002-2003  |
| Teleunit Gioia del Colle  | Italie | septembre 2003 | avril 2004 |
| Stade Poitevin joker      | France | avril 2004     | mai 2004   |
| Prisma Tarante            | Italie | 2004-2005      | 2004-2005  |
| Olympiakos joker          | Grèce  | 2004-2005      | 2004-2005  |
| Lube Banca Macerata       | Italie | 2005-2006      | 2006-2007  |
| Oural Oufa                | Russie | 2007-2008      | 2007-2008  |
| Panathinaikos Athènes     | Grèce  | 2008-2009      | 2008-2009  |
| Trentino Volley           | Italie | 2009-2010      | 2009-2010  |
| Blu Volley Vérone         | Italie | 2010-2011      | 2010-2011  |
| Narbonne Volley           | France | 2011-2012      | …          |

## Palmarès
- Championnat du monde des clubs (1)
  - Vainqueur : 2010

- Ligue des champions (1)
  - Vainqueur : 2010

- Coupe de la CEV / Challenge Cup masculine (1)
  - Vainqueur : 2006

- Top Teams Cup / Coupe de la CEV (1)
  - Vainqueur : 2005
  - Finaliste : 2009

- Championnat d'Italie (1)
  - Vainqueur : 2006

- Supercoupe d'Italie (1)
  - Vainqueur : 2006

- Coupe d'Italie (1)
  - Vainqueur :2010